# 梅迪亚纳德亚拉贡
梅迪亚纳德亚拉贡，是西班牙阿拉贡自治区萨拉戈萨省的一个市镇。 总面积91平方公里，总人口485人（2001年），人口密度5人/平方公里。